# École nationale supérieure des mines de Paris
École nationale supérieure des mines de Paris (École des mines de Paris, Mines ParisTech) je francouzská grande école a vysoká škola univerzity PSL. Založil ji francouzský král Ludvík XVI. v roce 1783.
Je členem sdružení ParisTech.

## Slavní studenti a absolventi
- André Blondel, francouzský inženýr a fyzik
- Émile Clapeyron, francouzský fyzik a inženýr
- Déodat Gratet de Dolomieu, francouzský mineralog a geolog
- Albert Lebrun, francouzský politik a prezident v letech 1932 až 1940
- Alfred-Marie Liénard, francouzský fyzik a inženýr
- Samuel Schwarz, polský důlní inženýr a historik židovské diaspory v Portugalsku